# Trump International Golf Club (West Palm Beach)
Trump International Golf Club är en privat 27-håls golfbana belägen i West Palm Beach, Florida, USA. Banan drivs av företaget Trump Organization, som ägs av affärsmannen och politikern Donald Trump, som senare blev USA:s president. Banan designerades av Jim Fazio med en budget på över 40 miljoner dollar och öppnades 1999. Det var Trumps första golfklubbsanläggning.
Tävlingsbanan är 7 326 yards (6 699 meter) lång och har ett par på 72. Banan har varit värd för mästerskap inom LPGA. Anläggningen har även en niohålsbana. Klubben erbjuder en klubbhusmiljö för bröllop och andra sociala eller affärsevenemang.
År 2011 rapporterades den ordinarie inträdesavgiften för medlemskap vara 150 000 dollar, med en årlig avgift på 25 000 dollar.

## Mordförsöket på Donald Trump
Den 15 september 2024 inträffade en skottlossning vid Trump International Golf Club i West Palm Beach. Händelsen inträffade före klockan 14:00 EDT medan Donald Trump spelade golf på klubben. Golfbanan stängdes ned kort därefter, och inga skador rapporterades.
En person av intresse, Ryan Wesley Routh, greps medan han körde norrut. Secret Service, FBI och Palm Beachs sheriffkontor utreder händelsen som ett mordförsök.